# Hustler Musik
Hustler Musik is een nummer van de Amerikaanse rapper Lil Wayne. Het nummer werd uitgebracht op 9 januari 2006 door het platenlabel Cash Money/Universal en behaalde de 87e positie in de Billboard Hot 100.